# Парилии
Парилии, Palilia, Παλίλια — древнеримский деревенский праздник, римских пастухов, который отмечался 21 апреля в честь богини Палес. 
В этот день приносились жертвы в виде пирогов, молока, мёда и другой крестьянской пищи. Во время праздника «очищали» конюшни и стойла символическим окроплением их серой и различными травами, перегоняли скот через подожжённую солому или сено, что должно было, как считалось, отгонять болезни от людей и животных. Торжества заканчивались на свежем воздухе.
Одним из мест культа богини Палес был Палатинский холм. Palatium как общее понятие означал пастбище, а затем место, освящённое культом богини Палес. Поэтому римский палациум считал богиню Палес своей покровительницей. В этот день нельзя было приносить кровавых жертв — вместо этого жгли приготовленную весталками смесь из крови октябрьского коня (которого закалывали в честь Марса в октябрьские иды), пепла сожжённого в день Фордицидий ещё не родившегося телёнка и бобовой соломы. Этой смеси приписывали очистительное действие. В жертву Палес приносили выпеченные из проса пирожки, корзину проса, как любимого богиней злака, и молочные блюда, при этом произносили молитву о ниспослании благословения на стойла скота и дом, о прощении грехов, об избавлении от мора и болезней, о достатке травы, корма и чистой воды и так далее. Молитву пастух должен был произнести четыре раза, обратившись к Палес, затем выпить смеси из молока и свежего муста и наконец, перепрыгнуть через кучу воспламенённой соломы.
В Риме праздник богини проходил торжественно, поскольку в этот день также праздновали день основания города.